# Павлодарский государственный педагогический университет
Павлодарский педагогический университет (ППУ) (каз. Павлодар педагогикалық университет (ППУ)) — педагогическое высшее учебное заведение Павлодара

## История

### 1960-е годы
Август-сентябрь 1962 года. В соответствии с Постановлением Совета Министров Казахской ССР № 650 от 29 августа 1962 года и на основании приказа Министерства высшего и среднего специального образования Казахской ССР № 943 от 19 сентября 1962 года был организован Павлодарский педагогический институт.
Ректором назначен Анатолий Семенович Катеринин.
Ноябрь 1962 года. Была открыта университетская библиотека. Работу по созданию библиотеки возглавила Е.Р. Черникова. Первая запись в инвентарной книге была сделана 9 ноября 1962 года, это был «Русско-немецкий словарь». Уже к концу месяца инвентарная книга №1 была закончена, в фонде библиотеки числилось 5 тысяч книг.
1 декабря 1962 года вступил в работу Павлодарский педагогический институт (ППИ). В течение года вуз размещался на четвёртом этаже школы № 7 (по некоторым источникам, школы № 3), располагая четырьмя аудиториями. На двух факультетах: историко-филологическом и физико-математическом — обучалось 150 человек; занятия вели 15 (14) преподавателей. Более 50 % зачисленных студентов имели трудовой стаж более двух лет. 
Осень 1963 года. ППИ получил в свое распоряжение новое пятиэтажное здание СШ № 3 по ул. Куйбышева (ныне - Торайгырова). В том же году на базе отделения биологии и химии физико-математического факультета (в связи с увеличением численности студентов) был создан химико-биологический факультет с отделением физического воспитания
В 1964—1965 учебном году набор студентов проводился по четырем специальностям: математика и черчение, физика и электротехника, биология и химия, русский язык и литература со спецгруппами для казахских школ. 
Численность студентов была более 300 человек.

### 1970-е годы
1971 год. Сдан спортивный учебный корпус с 4 залами.
1972 год. Построена студенческая столовая на 200 мест. Сдан в эксплуатацию третий учебный корпус химико-биологического факультет
1977 год. Ректором ППИ назначен Т.К. Шаяхметов, занимавший эту должность до 1996 года. В составе института - 4 факультета, 21 кафедра, штат профессорско- преподавательского коллектива составляет 162 человека, набор студентов осуществляется по 10 специальностям. 

### 1980 — 1990-е годы
1982 год. ППИ признан победителем Всесоюзного социалистического соревнования среди педвузов Союза и награждён переходящим Красным знаменем Министерства просвещения СССР и ЦК профсоюза работников просвещения, высшей школы и научных учреждений.
1986 год. Укрепляется материально-техническая база: 4 корпуса, 22 лаборатории, 8 лингафонных кабинетов, 22 аудитории, 22 кабинета. Работали 239 преподавателей, из них 1 доктор наук и 81 кандидат наук.
1994 год. ПГПИ был включён в состав Павлодарского государственного университета (ПГУ)

### 2000-е годы
2002 год. На территории института установлены памятники государственным и общественным деятелям Мусе Шорманову и Абикею Сатпаеву.
2004 год. ПГПИ вышел из структуры ПГУ им. С. Торайгырова.
2005 год. Президент Республики Казахстан, Нурсултан Назарбаев, совершил официальный визит в педучилище

### 2010-е годы
2011 год. ПГПИ занял второе место в рейтинге педагогических вузов Казахстана. В том же году была создана Ассоциация выпускников ПГПИ.
2017 год. Павлодарский педагогический институт получил статус Университета Постановлением Правительства РК , сменив название на Павлодарский Государственный Педагогический университет (ПГПУ).

### 2020-е годы
2022 год. В рамках 60 летнего юбилея вуза, ему было присвоено имя Алькея Маргулана. Официальное название университета стало Margulan University. 

## Факультеты
Обучение осуществляется на государственном и русском языках по дневной, дистанционной формам обучения. Университет включает в себя как классические факультеты, так и высшие школы, реализующие программы по различным направлениям подготовки:
Высшие школы:
- Высшая школа педагогики
- Высшая школа естествознания
- Высшая школа гуманитарных наук
- Высшая школа искусства и спорта

Факультеты:
- Психолого-педагогический факультет
- Факультет филологии и истории
- Факультет педагогики и спорта
- Факультет математики и естествознания